# Саргата
Саргата (кирг. Саргата) — село в Токтогульском районе Джалал-Абадской области Кыргызстана. Входит в состав Уч-Терекского айылного аймака.

## География
Село расположено в северо-восточной части области, на берегах реки Саргата, на расстоянии приблизительно 24 километров (по прямой) к юго-востоку от города Токтогула, административного центра района. Абсолютная высота — 1026 метров над уровнем моря.

## Население
Согласно оценочным данным Национального статистического комитета Кыргызской Республики, численность населения села на начало 2023 года составляла 2957 человек.
| год     | 2009 | 2014 | 2015 | 2020 | 2021 | 2023 |
| ------- | ---- | ---- | ---- | ---- | ---- | ---- |
| человек | 2441 | 2525 | 2595 | 2928 | 2962 | 2957 |